# Podbreg, Kamnik
Podbreg je naselje v Občini Kamnik.